# ガーデンズ・バイ・ザ・ベイ駅
ガーデンズ・バイ・ザ・ベイ駅（英語: Gardens by the Bay MRT Station）は、シンガポール南部に位置する、MRTトムソン・イーストコースト線の地下駅である。ガーデンズ・バイ・ザ・ベイの最寄り駅。

## 概要
シンガポールの計画区域の一つであるマリーナ・サウス内に位置している。
当駅には3つの出口が存在し、付近にはガーデンズ・バイ・ザ・ベイやマリーナ・バラージがある。また、地上には288台の自転車を止める駐輪場がある。
| 地下1階    | コンコース                                                               | 改札口、自動券売機 |  |
| 地下2階    |                                                                          |                    |  |
|            | ■トムソン・イーストコースト線 ベイショア方面（タンジョン・ルー）         |                    |  |
| 島式ホーム |                                                                          |                    |  |
|            | ■トムソン・イーストコースト線 ウッドランズ・ノース方面（マリーナ・ベイ） |                    |  |

## 歴史
2012年8月29日にトムソン線の駅として初めて発表された。 2014年7月、西松建設株式会社とSoletanche Bachy社が合同で、当駅のデザインと接続するトンネルを含めた駅の建設を行うT228工区を受注し、同年に建設が始まった。
2014年8月15日にはシンガポール陸上交通庁がトムソン線とイースト・リジョン線の建設計画を統合し、トムソン・イーストコースト線としたことで当駅は当路線の第3期区間として開業することとなった。
なお、新型コロナウイルス感染症の流行により第3期区間の初期の開業予定であった2021年より1年遅れた2022年11月13日に開業した。